# Lago Mühlenteich
El Mühlenteich es un estanque en la zona urbana de Wismar en Mecklemburgo-Pomerania Occidental. La masa de agua está muy dentada. Hay una bahía prominente en el sur con dos islas más pequeñas y una bahía en el norte. El Mühlenteich tiene una extensión norte-sur de unos 1700 metros y una extensión oeste-este de unos 400 metros. Grandes partes de la orilla del estanque, especialmente en el sur, son pantanosas y en su mayoría están cubiertas de sedimento. La zanja de Wallenstein, que está embalsada en el estanque, desemboca en él en el suroeste y lo deja de nuevo en el norte. Además, el Mühlenbach fluye en el oeste a través del centro de la ciudad hacia el Mar Báltico. Otro afluente es una zanja del sudeste. La parte suroeste de la masa de agua pertenece a la reserva natural del Teichgebiet Wismar-Kluß. El estanque se utiliza para la cría comercial de truchas.
A veces, el Mühlenteich servía como suministro de agua potable de Wismar. Cuando se cortaron las tuberías de agua de los manantiales cercanos a Metelsdorf durante el asedio de Wismar en 1675, extraer agua de una sola región resultó ser una desventaja. Por lo tanto, a partir de 1685, el agua fue bombeada adicionalmente desde el estanque del molino a una antigua torre de defensa, que formaba parte de las fortificaciones de la ciudad y que ahora se llama la Antigua Torre del Agua, y conducida desde allí. Debido al peligro de cólera, el agua del estanque no se podía mezclar con el agua de Metelsdorf desde 1892.